# Cold Spring (Illinois)
Cold Spring está situado no Condado de Shelby, Illinois. De acordo com o censo de 2010, sua população era de 442 habitantes e continha 186 unidades habitacionais.

## Geografia
De acordo com o censo de 2010, a cidade tem uma área total de 34.97 sq mi (90.6 km2), dos quais 34.95 sq mi (90.5 km2) é terra e 0.01 sq mi (0.026 km2) é água.